# ترسا بل
ترسا بل (انگلیسی: Teresa Bell؛ زادهٔ august ۲۸, ۱۹۶۶ (۵۸ سال)) ورزشکار روئینگ اهل ایالات متحده آمریکا است.
وی در مسابقات کشوری و بین‌المللی در مجموع برندهٔ ۱ مدال نقره شده‌است.